# Ростислав Василькович
Ростислав (Григорій) Василькович (? — до 1141) — князь теребовельський (1124—1141), син Василька Ростиславича.

## Біографія
По смерті батька правив у Теребовлі. В той час від Теребовлянського князівства відділилось окреме Галицьке князівство, де правив брат Григорія Іван (за одними джерелами, старший, за іншими, молодший).
Разом з братом Іваном та київським князем Мстиславом Володимировичем у 1125—1126 роках підтримав Ростислава Володаревича Перемишльського в його конфлікті проти Володимирка Володаревича, якого підтримувала Угорщина. Після смерті Ростислава втратив свої володіння на користь брата Івана.
Був, можливо, батьком Івана Берладника.